# Joseph Warren Beach
Joseph Warren Beach – uczony i poeta amerykański. Urodził się w Gloversville w stanie Nowy Jork 14 stycznia 1880. Jego rodzicami byli Eugene Beach, lekarz, i Sarah Jessup Warren Beach. Studiował na University of Minnesota w Minneapolis, gdzie w 1900 otrzymał bakalaureat. Potem uzyskał stopnie M.A. (1902) i Ph.D. (1907) na Uniwersytecie Harvarda. Następnie powrócił na macierzystą uczelnię jako wykładowca. Zaczynał jako Assistant Professor, w 1917 dostał stanowisko Associate Professor, a w 1924 został pełnoprawnym profesorem. Od 1939 do 1948 kierował departamentem anglistyki. Wtedy przeszedł na emeryturę. Jako professor emeritus wykładał gościnnie na Harvard University (1949-1950), Illinois University (1950-1951), paryskiej Sorbonie, Uniwersytecie Strasburskim (1951-1952), Johns Hopkins (1952-1953) i Uniwersytecie w Wiedniu jako stypendysta Fundacji Fulbrighta (1954-1955). Zajmował się literaturą XIX wieku, zwłaszcza twórczością Henry’ego Jamesa, George’a Mereditha i Thomasa Hardy’ego. Jako poeta wydał dwa tomiki, Sonnets of the Head and Heart (1908) i Involuntary Witness (1950). Prywatnie miał dwie żony,  Elisabeth Northrop (1871-1917), którą poślubił w 1907, i Dagmar Doneghy, z którą się związał w 1918. Z pierwszego małżeństwa miał dwóch synów Northropa (ur. 1912) i Warrena (ur. 1914).